# Zsarnay Lajos
Zsarnói Zsarnay Lajos (Zsarnó (Torna megye), 1802. január 1. – Pest, 1866. június 13.) református lelkész, a Tiszáninneni református egyházkerület püspöke 1860-tól haláláig, 1858-tól az MTA levelező tagja, a protestáns egyház önkormányzati jogainak szószólója.

## Élete
Zsarnay Ferenc és Csécsi Zsuzsanna fia. Édesanyja Csécsy János, sárospataki tanár unokája volt. Szülei házasságából három fiú született, mindhárman a Sárospatakon tanultak. A legidősebb fiú Ferenc korán megözvegyült Édesanyja mellett maradt és földműveléssel foglalkozott, a második fiú, Imre (meghalt 1870. november 10-én) jogi pályára lépett és előbb Kézsmárkon, majd Losoncon jogtanár lett, később Torna vármegye alispánja lett és többször Torna vármegye országgyűlési követnek választották.
Lajos 1811-ben a sárospataki kollégium növendéke lett, itt végezte a gimnáziumi tanulmányok után a bölcsészetet, jogot és teológiát. 1824-1826-ban Lőcsén tartózkodott, ahol a német nyelvet sajátította el, továbbá megtanult franciául és a rajzban és zenében is tökéletesítette magát. 1827-ben Visszatért Sárospatakra, ahol a retorikai osztály köztanítója, a következő években pedig a keresztény erkölcstannak és a jogi tudományoknak lett helyettes tanára, Kövy Sándor akkor tanár helyett aki már halálán volt. 1829-ben Kövy diákjaival adta elő a közvizsgát és szigorlatot, a diákok között volt Teleki László is.
Megválasztatván a keresztény erkölcstannak s a teológiai tudományoknak rendes tanárává és a főiskola papjává, két évig külföldön tanult, főleg Göttingenben, de megfordult Svájcban is (Basel, Genf, Zürich). Hazatérvén elfoglalta tanári székét 1831-ben. 1848-ban egyházkerületi főjegyzőnek is megválasztották. 1860-ban csaknem egyhangúlag megszavazták Apostol Pál szuperintendens utódjául és a miskolci pap tisztséget is elfoglalta.

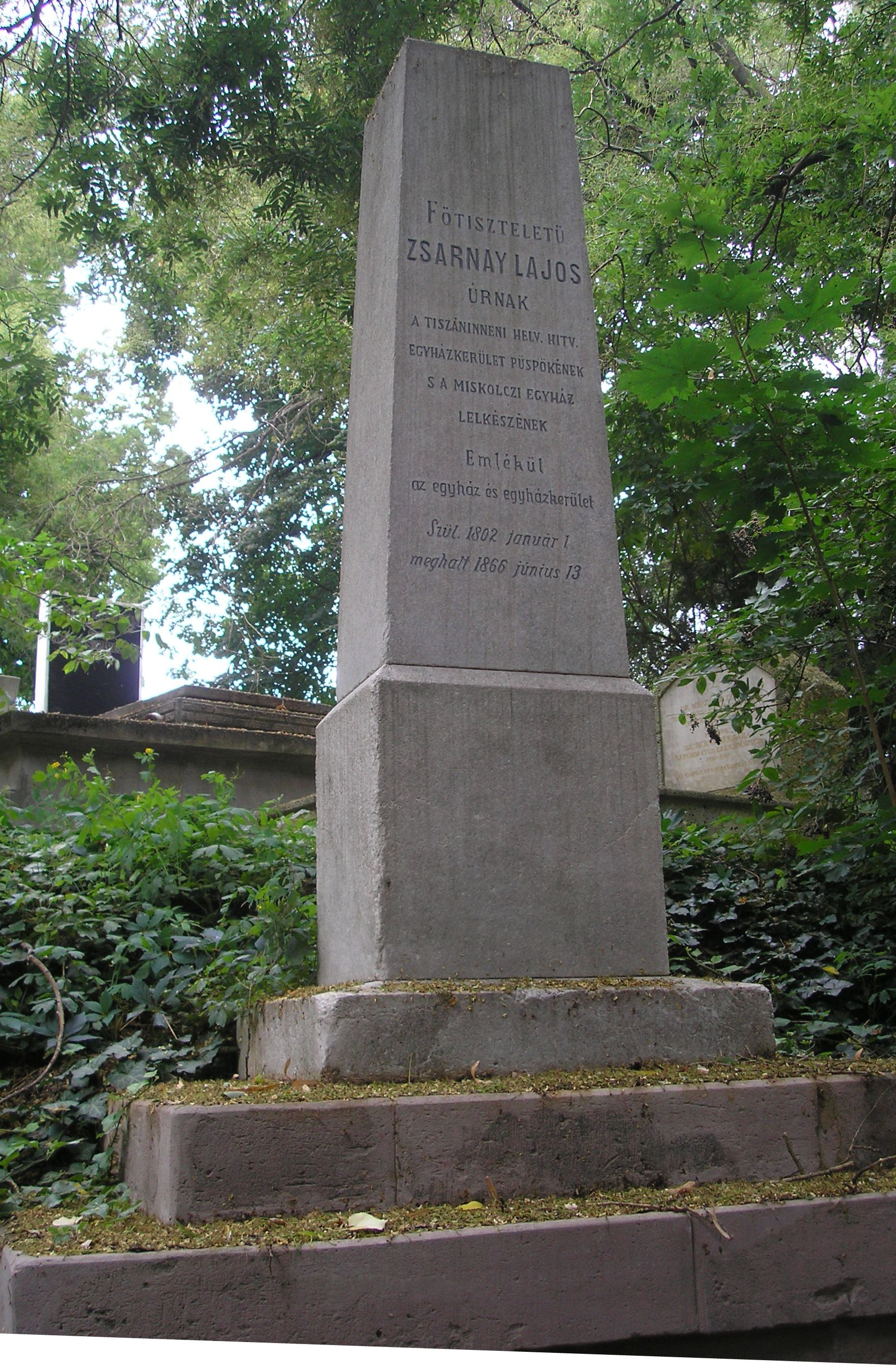
Sírja a miskolci Avasi temetőben

## Munkái
- Halotti tanítás (Endrédi Imre tanuló ifjú felett). Sárospatak, 1832.
- Halotti beszéd (Gyulai Sámuel felett). Sárospatak, 1832.
- Halotti tanítás (Kézy Mózes felett), Sárospatak, 1832.
- Halotti beszéd I. Ferencz ausztriai császár és apostoli magyar király felett. Sárospatak, 1835.
- Keresztyén erkölcstudomány (akad. hallgatói számára). Sárospatak, 1836. (2. k. 1854).
- Ferge János könyörgései (bővítve). Sárospatak, 1838.
- Fordítási gyakorlatok magyarból deákra (Dőring után Csengeni József társával együtt). Sárospatak, 1838.
- Halotti beszéd (Szabó Lázár tanuló felett). Sárospatak, 1840.
- Halotti tanítás (Miklós László tanár felett). Sárospatak, 1841.
- Paptan (Vezérfonal tanításaihoz). Sárospatak, 1847. (2. k. 1857). Online
- Gyászbeszéd József cs. kir. főherczeg Magyarország nádora emlékére. Sárospatak, 1847.
- Keresztyén egyháztörténet (gymnasium számára). Sárospatak, 1853. (több kiadást ért, az 5. 1864-ben).
- Keresztyén erkölcstudomány felgymnasiumok számára. Sárospatak, 1853. (több kiadást ért, a 3. 1864-ben).
- Halotti beszéd (gr. Teleki József felett). Sárospatak, 1855.
- Görög-magyar szótár (többek közreműködésével Soltész Józseffel együtt szerkesztette). Sárospatak, 1858.
- Apologétika. Sárospatak, 1858.
- Halotti praedicatio (Kóczián József felett). Pest, 1861.
- Bibliai bevezetés. Sárospatak. 1861. (azóta több kiadást ért).